# Punta Trieste
Punta Trieste (2.230 m s.l.m) è una cima dell'appennino abruzzese, in provincia dell'Aquila, posta tra i territori comunali di Rocca di Mezzo e Massa d'Albe, una delle cime montuose che circondano a ovest i Piani di Pezza, in Abruzzo. Forma assieme a Punta Trento a nord e Costa della Tavola e Costone della Cerasa a sud una lunga cresta montuosa che si collega a sud-est ai Monti della Magnola in territorio del comune di Ovindoli. La vista dalla cima spazia su tutto il gruppo del Monte Velino e i Monti di Campo Felice a est.